# Island (serie televisiva)
Island (아일랜드?, A-illaendeuLR) è una serie televisiva sudcoreana trasmessa su Tving dal 30 dicembre 2022 al 13 gennaio 2023, tratta dall'omonimo romanzo illustrato di Yoon In-wan e Yang Kyung-il. In lingua italiana è disponibile con i sottotitoli su Prime Video.

## Trama
Dopo aver provocato un incidente mediatico, Won Mi-ho, erede di un'importante azienda, viene bandita sull'isola di Jeju, che scopre essere la porta che permette l'ingresso dei demoni nel mondo umano. Due uomini si oppongono all'invasione: Van e il prete cattolico Johan.

## Personaggi e interpreti
- Van, interpretato da Kim Nam-gil
- Won Mi-ho, interpretata da Lee Da-hee
- Johan, interpretato da Cha Eun-woo
- Gungtan, interpretato da Sung Joon

## Riconoscimenti
- APAN Star Award[4]
  - 2023 – Candidatura Premio all'eccellenza, attore in una miniserie a Cha Eun-woo
- Asian Academy Creative Award[5]
  - 2023 – Miglior produzione originale di uno streamer/OTT (vincitori nazionali – Corea)
- Asian Television Award[6]
  - 2024 – Miglior drama digitale originale
- Blue Dragon Series Award[7]
  - 2023 – Candidatura Miglior nuovo attore a Cha Eun-woo